# Pilâtre-de-Rozier (dirigeable)
Le Pilâtre-de-Rozier est un dirigeable militaire français, construit en 1915 et détruit accidentellement en 1917.

## Caractéristiques
Le Pilâtre-de-Rozier est construit par la Société Astra des constructions aéronautiques sous l'identifiant « Astra-Torres N° XV ». Il est ensuite nommé en l'honneur de Jean-François Pilâtre de Rozier (1754-1785).
Muni de deux nacelles et accusant un volume de 23 000 m3, il se révèle décevant car trop lourd.
L'état-major le scinde en deux pour en faire un Alsace et un nouveau Pilâtre-de-Rozier, plus maniables.

## Première Guerre mondiale
Le dirigeable est mis en service en novembre 1915, il effectue son premier vol le 14 décembre 1915.
Une longue campagne d'essais et d’aménagement est menée durant l'année 1916.
Le Pilâtre-de-Rozier est basé au terrain d'aviation d'Issy-les-Moulineaux, puis, lors de sa 12e ascension, il rejoint la place forte de Toul le 1er septembre 1916.
Il effectue sa 14e ascension pour rejoindre le parc à dirigeable de la Louvroie à Épinal le 9 novembre 1916.

### Deux missions de bombardement nocturne
Le Pilâtre-de-Rozier assure sa première mission de bombardement nocturne (15e ascension) dans la nuit du 27 au 28 décembre 1916 sur les usines Stumm-Halberg à Neunkirchen (Sarre).
En 7 h 51 de croisière, il largue 18 obus de 200 mm. 
Parti d'Épinal le 23 février 1917, le dirigeable a pour objectif une deuxième opération de bombardement sur les industries de Neunkirchen.
Dans la nuit, manifestement désemparé, il s'écrase en flamme sur la colline du Bœtzel (banc de la commune de Vœllerdingen - district de Basse-Alsace).
Le stock de munitions explose à l'impact et déchiquette la quasi-totalité des aérostiers, avant de mettre le feu à la futaie.
Sur place le lendemain, le major Hans Fahrmbacher mentionne, dans son rapport, un simple accident d'aéronef.

### Équipage
L'équipage appartient à la 4e compagnie du 1er groupe d'aérostation.
Abattu le 23 septembre 1916 à bord du Commandant-Coutelle, l'équipage sain et sauf est affecté au Pilâtre-de-Rozier.
Louis Adolphe Prêcheur
Né à Saint-Mihiel le 7 mai 1878, il est le fils d'un officier du 54e régiment d'infanterie de ligne, Louis Edouard Prêcheur et d’Amandine Warocquier.
Élève de l'École spéciale militaire de Saint-Cyr en 1897 (promotion de Bourbaki), il est breveté pilote de dirigeable en 1913.
Affecté au 1er groupe d'aérostation, le capitaine Prêcheur sert comme commandant de bord des dirigeables Étienne-Montgolfier, Commandant-Coutelle, puis Pilâtre-de-Rozier.
Il est fait chevalier de la Légion d'honneur le 14 juillet 1915 pour avoir « commandé un dirigeable du 30 juillet 1914 au 14 janvier 1915 [et] dirigé les ascensions au-dessus de l'ennemi dans des conditions souvent périlleuses. ».
Il est cité à l'ordre de l'armée le 29 décembre 1916 pour avoir réalisé la mission de bombardement au-dessus de Neunkirchen :

« Pour avoir commandé successivement et de la façon la plus distinguée plusieurs dirigeables, accomplissant de nombreuses missions de bombardements dans des conditions difficiles, et pour avoir réalisé les 27 et 28 décembre 1916 avec plein succès un bombardement d’usines de munitions à plus de cent kilomètres au-delà des lignes. »

« Mort pour la France » le 24 février 1917 .

 Chevalier de la Légion d'honneur (arrêté du 13 juillet 1915)

 Croix de guerre 1914–1918, palme de bronze (une citation à l'ordre de l'armée)
Pierre Eugène Jean Vandenbosch
Né à Lille le 30 mars 1888, il est le fils d'un industriel, Pierre Jean Polydore Vandenbosch et de Berthe Léonie Cormorant.
Élève-officier de réserve en 1911, il est versé dans l'aéronautique militaire en 1913.
Le lieutenant Vandenbosch remplace Henry de La Vaulx en qualité de pilote à bord du Pilâtre-de-Rozier.
Il commande en second.
« Mort pour la France » le 24 février 1917 .

 Chevalier de la Légion d'honneur

 Croix de guerre 1914–1918, étoile de vermeil (une citation à l'ordre du corps d'armée)
Albert Marie Auguste Quittet
Né à Mathay le 21 octobre 1887, il est le fils d'Auguste Quittet et d'Anne Lenoir.
L'adjudant Quittet est mécanicien de bord.
« Mort pour la France » le 24 février 1917 .
Marcel Victor Luxeuil
Né à Paris (18e) le 9 septembre 1889, il est le fils d'un mécanicien, Victor Émile Luxeuil et de Sophie Céline Brucy.
L'adjudant Luxeuil est mécanicien de bord.
« Mort pour la France » le 24 février 1917 .
Pierre Henri Léopold Guérin
Né à Paris (18e) le 13 mars 1891, il est le fils d'un loueur de voiture, Joseph Charles Guérin et de Blanche Camille.
Le sergent Guérin est mécanicien-pilote.
Mort le 24 février 1917 .
Son corps est retrouvé dans la forêt, à l'écart des lieux de l'accident.
Joseph Léon Berthé dit Dubuc
Né à Chevreuse le 5 décembre 1886, il est le fils d'Eugène Marie Augustin Berthé et de Marie Eulalie Dubuc.
Le sergent Berthé dit Dubuc est pilote.
« Mort pour la France » le 24 février 1917 .
André Daniel Émile Arnaud
Né à Longvilliers le 12 février 1891, il est le fils d'un directeur de tuilerie, Henri Samuel Arnaud et de Marie Jenny Berthoud.
Le sergent Arnaud est mécanicien et mitrailleur-observateur.
Il est cité à l'ordre de l'armée le 29 décembre 1916  :

« Embarqué depuis le début de la campagne, successivement à bord de plusieurs dirigeables a, au cours de nombreuses missions, fait preuve de sang froid [...], dans les circonstances les plus critiques. A contribué au succès de l'opération de bombardement exécuté sur des usines de munitions le 27/28 décembre 1916 à 100 km au-delà des lignes. »

« Mort pour la France » le 24 février 1917 . Décoré de la Croix de Guerre (transcription sur le registre des décès 1918 du 15ème arrondissement de Paris, actes N° 111 et 112).
Émile Pierre Robert
Né au Vésinet le 16 juin 1893, il est le fils d'un jardinier, Émile Anatole Robert et de Lucie Françoise Hédriat.
Le sergent Robert est mitrailleur-observateur.
« Mort pour la France » le 24 février 1917 .
Henri Martin Leduc
Né à Concressault le 12 février 1893, il est le fils d'un journalier, Louis Charles Leduc et de Justine Girard.
Le caporal Leduc est cité à l'ordre de l'armée le 29 décembre 1916 :

« Mitrailleur de plateforme supérieure de dirigeable. Fait preuve de sang froid, d’énergie et d'audace dans un poste particulièrement dangereux n'a craint au cours d'une ascension de quitter spontanément sa tourelle et de s'aventurer sur la surface convexe du ballon en marche pour en visiter l'état au cours de l'ascension du 27/28 décembre. Montre de belles qualités de sang froid sous une canonnade des plus vives a obtenu du chef de service Aéronautique du GQG une lettre de félicitations en date du 25 septembre 1916 pour dévouement dans l'exécution volontaire de travaux dangereux. »

Promu sergent le 23 janvier 1917, il est « mort pour la France » le 24 février 1917 .
Son corps est retrouvé sur la rive gauche de l'Eichel, à plusieurs dizaines de mètres du lieu de l'accident. 
Les neuf membres d'équipage du Pilâtre-de-Rozier sont inhumés au cimetière communal de Vœllerdingen le 25 février 1917 par l'aumônier militaire allemand Alfred Lauerhaas.
Les sept sous-officiers obtiennent, à titre posthume :

 Médaille militaire (30 mai 1922)

 Croix de guerre 1914–1918, palme de bronze (une citation à l'ordre de l'armée)

## Postérité
Cette catastrophe met fin à l'utilisation à des fins offensives des dirigeables militaires français.
Dès le mois de mars 1917, les dirigeables restants sont versés à la Marine pour la lutte anti-sous-marine.
Le 12 juin 1921, un mémorial est inauguré par le Souvenir français sur les lieux de l'accident honorant la mémoire des aéronautes.
Un circuit d'interprétation menant au mémorial est établi par l'office du tourisme de l'Alsace bossue.